# Platycnemis congolensis
Platycnemis congolensis là loài chuồn chuồn trong họ Platycnemididae. Loài này được Martin mô tả khoa học đầu tiên năm 1912.